# Piter (loja)
A Piter foi um estabelecimento comercial da cidade brasileira de São Paulo. Muito conhecido na capital paulista, foi um ponto de encontro dos jovens da época durante as décadas de 1970 e 1980.

## Histórico
O prédio da Piter situava-se atrás do Teatro Municipal de São Paulo, ocupando uma das esquinas da Praça Ramos de Azevedo.  A loja ocupou o terreno onde se situava o Palácio do Trocadero, cujo prédio se manteve até o ano de 1957, quando foi então demolido. Já na década de 1970, após mais de uma década de desocupação, foi erguido em seu lugar o imóvel que abrigou a Loja Piter.

## Piter na cultura popular
A loja é citada na música "A Rainha do Karaokê", composição de Carlos Melo e João Lucas e interpretada pelo grupo Língua de Trapo.